# Nagari Balingka
Nagari Balingka is een bestuurslaag in het regentschap Agam van de provincie West-Sumatra, Indonesië. Nagari Balingka telt 5563 inwoners (volkstelling 2010).